# 浅利そのみ
浅利 そのみ（あさり そのみ、1980年8月28日 - ）は、日本のフリーアナウンサー。
山梨県南アルプス市出身。聖心女子大学卒業後、2003年FM FUJIに入社。2008年FM FUJI退社後はボイスワークスを経て、2009年4月TOKYO FMに入社。2012年4月よりフリーとなる。

## 人物
- 趣味はサッカー観戦、旅行。
- フルーツ＆ベジタブルジュニアマイスターの資格を保有しており、野菜料理が得意。
- 柔道や陸上競技をやっていたこともあり、関東大会に出場したことがある。
- TOKYO FMの番組が縁でジョグを始め、全国のマラソン大会に出場、東京マラソン等フルマラソンの経験も多数ある。また、FRYDAYの美人アスリート特集に掲載される。元マラソンランナーの浅利純子とは姓が同じであるが親戚関係ではない。
- 第2回スポーツ鬼ごっこ全国大会で優勝しており、優秀選手賞を受賞。スポーツ鬼ごっこ女子日本代表キャプテン。
- 姉と妹がいる[2]。
- 2012年7月に一般男性と結婚、2016年2月に第1子妊娠を公表[3]。

## 過去の担当番組
- SUPER TODAY FUJI（FM FUJI）
- とびっきり!しずおか（静岡朝日テレビ/お天気キャスター）
- みんなのよい食プロジェクトPresents ベジガール（TOKYO FM）
- 明日にかける橋（TOKYO FM）
- JOGLIS RUN GIRLS SUNDAY（TOKYO FM）
- アメリカンホーム・ダイレクト MAEMUKISM（TOKYO FM）
- 向谷鉄道倶楽部presents駅弁倶楽部（File No.52 - )（フジテレビNEXT）
- Yes! Morning（FM FUJI）